# Fernando Aspiazu
Fernando Alfredo Aspiazu Seminario (Quito, 10 de enero de 1935-Guayaquil, 30 de noviembre de 2024) fue un banquero y empresario ecuatoriano.

## Biografía
Nació el 10 de enero de 1935 en Quito, provincia de Pichincha. Realizó sus estudios secundarios en el Colegio Salesiano Cristóbal Colón y los superiores en la Universidad de Guayaquil, donde obtuvo el título de licenciado en ciencias sociales. Posteriormente obtuvo masterados en administración pública y economía en la Universidad de Indiana.

### Trayectoria pública
Entre los cargos públicos que ocupó se cuentan subsecretario de Educación (entre 1959 y 1960) y ministro de Finanzas y Crédito Público (entre 1979 y 1980).

### Trayectoria privada
Considerado como uno de los hombres más ricos del Ecuador, fue uno de los empresarios que en 1994 fundó la desaparecida cadena de televisión ecuatoriana SíTV (luego Canal Uno).
Fue propietario de la Empresa Eléctrica del Ecuador (EMELEC) como así también del Banco del Progreso, el mismo que fue liquidado durante la crisis financiera que sufrió el Ecuador en 1999.

### Condena por peculado
El 14 de julio de 1999, el juez del Décimo Juzgado de lo Penal de la provincia de Pichincha le emitió una orden de detención provisional, prohibición de enajenación de bienes y dispuso la retención de sus cuentas. En 2012 fue declarado insolvente  por no haber cancelado una deuda de $888.622.887 dólares que adeudaba al Estado ecuatoriano. Fue liberado de prisión el 20 de diciembre de 2006, excarcelándoselo de la Penitenciaría del Litoral.

## Fallecimiento
Falleció a los 89 años en la ciudad de Guayaquil, el 30 de noviembre de 2024.